# Les Rues de San Francisco
Les Rues de San Francisco (The Streets of San Francisco) est une série télévisée américaine en un pilote de 95 minutes, 121 épisodes de 47 minutes et un téléfilm de 90 minutes, créée par Edward Hume d'après les personnages de Carolyn Weston, et diffusée entre le 16 septembre 1972 et le 9 juin 1977 sur ABC. 
En France, la série a été diffusée sur Télé Luxembourg fin octobre 1972, et du 12 octobre 1974 au 19 avril 1979 sur la deuxième chaîne de l'ORTF puis Antenne 2. Elle a été rediffusée sur TF1, RTL TV, M6, Série Club, Monté-Carlo TMC, La Cinquième, 13e Rue, TF6, Match TV et TV Breizh. En Belgique, elle a été diffusée sur la RTBF puis RTL-TVI, Club RTL et Plug TV.

## Synopsis
Cette série met en scène les enquêtes de Mike Stone, vétéran de la police de San Francisco (23 années de service), et de son coéquipier, le jeune et impétueux Steve Keller, qui, sorti détective assistant de l'école de police, doit faire ses preuves sur le terrain. 

## Distribution principale

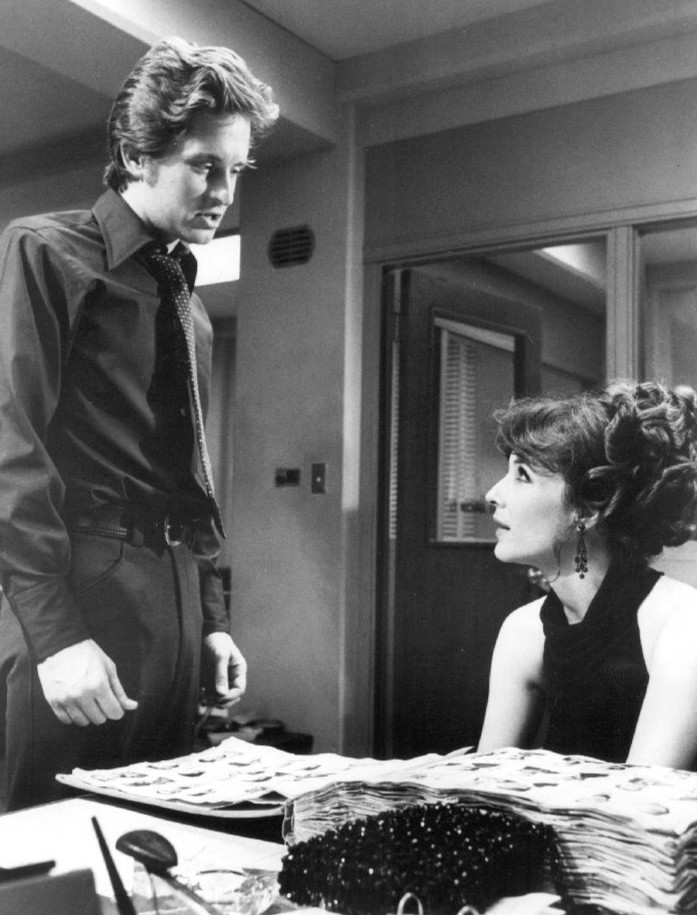
Michael Douglas dans le rôle de Steve Keller, à gauche

- Jean-Claude Michel : Voix off des génériques

- Karl Malden (VF : Claude Joseph) : lieutenant Mike Stone
- Michael Douglas (VF : Georges Poujouly) : inspecteur Steve Keller (1972-1976)
- Richard Hatch (VF : François Leccia) : inspecteur Dan Robbins (1976-1977)
- Reuben Collins : inspecteur Bill Tanner
- Darleen Carr : Jeannie Stone
- Lee Harris : lieutenant Lee Lessing
- Fred Sadoff : docteur Lenny Murchison
- Art Passarella : sergent Sekulovitch

### Invités
De nombreux autres acteurs (classés par ordre alphabétique) ont figuré au générique de la série, parmi lesquels :
- Charles Aidman, saison 1, épisode 26 (The Unicorn) : Dc Robert Jayson
- Meredith Baxter, saison 4, épisode 6 (Deadly Silence) : Jodi Dixon
- Bill Bixby, saison 3, épisode 3 (Target: Red) : Jerry Schilling / saison 4, épisode 15 (Police Buff) : Eric Doyle
- Tom Bosley, apparait 3 fois dans 2 rôles différents
- Dabney Coleman, saison 3, épisode 7 (Jacob's Boy) : George Todd / saison 5, épisode 4 (The Drop) : Andrew Howarth Sr.
- Michael Constantine, saison 2, épisode 1 (A Wrongful Death) : Al Davies
- Joseph Cotten, saison 1, épisode 18 (A Collection of Eagles) : John R. James
- John Davidson, saison 3, épisode 4 (Mask Of Death) : Ken Scott
- Susan Dey, saison 5, épisode 1 (The Thrill Killers) : Barbara Barbie Ross
- Patty Duke, saison 5, épisode 1 (The Thrill Killers) : Susan Rosen
- Farrah Fawcett saison 5, épisode 20, ("Dead lift")
- Norman Fell, saison 5, épisode 1 (The Thrill Killers) : Juror
- Paul Michael Glaser, saison 1, épisode 13 (Bitter Wine) : Jason Kampacalas
- Ron Glass, saison 5, épisode 1 (The Thrill Killers) : Arlen Washington
- Larry Hagman, saison 4, épisode 10 (Daed Air) : Terry Vine
- Mark Hamill, saison 4, épisode 1 (Poisoned Snow) : Andrew Andy Turner  / saison 5, épisode 17 (Innocent No More) : Billy Wilson
- Don Johnson (VF : Patrick Poivey), saison 5, épisode 9 (Hot Dog) : Off. Larry Wilson, SFPD
- Paula Kelly, saison 4, épisode 4 (Men Will Die) : Carol / saison 5, épisode 1 (The Thrill Killers) : A. Chamberlain
- Ida Lupino, saison 2, épisode 16 (Blockade) : Wilma Jamison
- Wayne Maunder, saison 4, épisode 9 (Web of Lies) : Paul
- Vera Miles, saison 4, épisode 4 (Men Will Die) : Catherine Wyatt
- Belinda Montgomery, saison 1, épidode 18 (A Collection of Eagles) : Karen Pearson / saison 3, épisode 21 (Asylum) : Susan Howard
- Edward Mulhare, saison 1, épisode 6 (Tower beyond Tragedy) : Amory Gilliam
- Rick Nelson, saison 2, épisode 7 (Harem) : William T. Billy Jeffers
- Leslie Nielsen apparait 3 fois dans 3 rôles différents
- Nick Nolte, saison 2, épisode 18 (Crossfire): Captain Alan Melder
- Edmond O'Brien, saison 1, épisode 1 (The Thirty-Year pin) : Off. Gustav Gus Charnovski, SFPD
- Stefanie Powers, saison 1, épisode 6 (Tower beyond Tragedy) : Toni Craig
- Denver Pyle, saison 2, épisode 13 (Winterkill) : Carl Armstrong
- John Ritter, saison 4, épisode 7 (Murder by Proxy) : John Johnny Steiner
- Marion Ross, saison 5, épisode 1 (The Thrill Killers) : Mrs. Ross
- John Saxon, saison 1, épisode 18 (A Collection of Eagles) : Vincent Hagopian
- Arnold Schwarzenegger (VF : Pascal Renwick), saison 5, épisode 20 (Dead Lift) : Josef Schmidt
- Tom Selleck, saison 4, épisode 13 (Spooks for Sale) : Jimmy Desco
- Martin Sheen, saison 2, épisode 2 (Betrayed) : Dean Knox
- Robert F. Simon apparaît huit fois dans le rôle du Capitaine Rudy Olsen
- David Soul, saison 1, épisode 6 (Hall of Mirrors) : Inspector James Jim Martin, SFPD
- Brenda Vaccaro, saison 1, épisode 15 (Act of Duty) : Off. Cherry Reese, SFPD / saison 3, épisode 2 (The Most Deadly Species) : Sidney Bruce
- Dick Van Patten, apparait 3 fois dans 3 rôles différents
- Dean Stockwell
- Robert Wagner, pilote (The Streets of San Francisco) : David J. Farr
- Larry Wilcox, saison 2, épisode 12 (The Runaways) : George Morgan
- Van Williams, saison 5, épisode 1 (The Thrill Killers) : Off. Morton, SFPD
- James Woods, saison 4, épisode 8 (Trail of Terror) : Doug
- David Wayne, saison 1, épisode 8 (In the Midst of Strangers) : Wally Sensibaugh

À noter : la présence de la mère de Michael Douglas, Diana Douglas dans l'épisode 16 de la saison 2 (Chapel of the Damned).

## Épisodes
Chaque épisode est découpé lui-même en quatre actes (act en anglais) et un épilogue (epilog), découpage habituel dans les séries produites par Quinn Martin.

## Commentaires
Le succès des Rues de San Francisco repose sur le duo contrasté de deux policiers qui ont l'amour de leur métier mais qu'a priori tout oppose : Mike Stone travaille encore en imperméable et chapeau, « à l'ancienne », tandis que son jeune coéquipier, Steve Keller, toujours habillé en costume, est un adepte des méthodes nouvelles. Malgré cela, une amitié se noue entre les deux hommes, parfois même le spectateur peut ressentir une relation père-fils s'établir. La série privilégie l'action, emmène les policiers dans les États-Unis des laissés-pour-compte, celle moins triomphante de l'après-guerre du Viêt Nam dans cette ville de San Francisco, déjà arpentée par l'équipe de Robert Dacier (alias Raymond Burr) dans L'Homme de fer (Ironside).
La série confirma le talent de Karl Malden (La Vengeance aux deux visages) et, surtout, lança la carrière de Michael Douglas. Un certain nombre d'épisodes permirent de voir évoluer à leurs côtés des vedettes du grand ou du petit écran: Stefanie Powers, Tom Selleck, David Soul, Paul Michael Glaser, Leslie Nielsen, Martin Sheen, ou encore de jeunes acteurs au brillant avenir comme Nick Nolte et Arnold Schwarzenegger.
En 1992, un téléfilm, qui se voulait une suite de la série, fut tourné par Mel Damski. Seul Karl Malden y participa, Michael Douglas, devenu vedette internationale, n'apparut pas à l'écran. L'intrigue principale tint compte de cette absence puisque le scénario fut bâti autour de l'enquête consistant à résoudre le meurtre de l'inspecteur Steve Keller.
Le cinéaste autrichien Remo Rauscher rend hommage à la série en réalisant un court-métrage d'animation basé sur la série mais en reprenant les dialogues de Karl Malden et Michael Douglas mais en déplaçant l'intrigue dans le monde entier par le biais de Google Street View. Ce court a fait partie de la sélection labo du Festival du court métrage de Clermont-Ferrand 2012

## Nominations et récompenses
- États-Unis :

- 1974 : Emmy Award de la meilleure série dramatique pour Quinn Martin et John Wilder (Nommé)

- 1974 : Emmy Award du meilleur acteur dans une série dramatique pour Karl Malden (Nommé)

- 1974 : Emmy Award du meilleur second rôle dans une série dramatique pour Michael Douglas (Nommé)

- 1974 : Writers Guild of America Award pour le meilleur scénario dans une série dramatique pour John Wilder et Cliff Osmond (Nommé)

- 1975 : Golden Globe de la meilleure série dramatique (Nommé)

- 1975 : Golden Globe du meilleur acteur dans une série dramatique pour Michael Douglas (Nommé)

- 1975 : Emmy Award de la meilleure série dramatique pour Quinn Martin, John Wilder et William Robert Yates (Nommé)

- 1975 : Emmy Award du meilleur acteur dans une série dramatique pour Karl Malden (Nommé)

- 1975 : Emmy Award du meilleur second rôle dans une série dramatique pour Michael Douglas (Nommé)

- 1975 : Emmy Award de la meilleure réalisation d'un épisode de série dramatique pour Harry Falk (Nommé)

- 1975 : Emmy Award du meilleur montage d'un épisode de série dramatique pour Ray Daniels et Jerry Young (Nommé)

- 1975 : Emmy Award de la meilleure composition musicale pour une série pour Patrick Williams (Nommé)

- 1975 : Directors Guild of America Award de la meilleure réalisation dans une série dramatique pour Harry Falk et Corey Allen (Nommé)

- 1976 : Golden Globe du meilleur acteur dans une série dramatique pour Karl Malden (Nommé)

- 1976 : Emmy Award de la meilleure série dramatique pour Quinn Martin et William Robert Yates (Nommé)

- 1976 : Emmy Award du meilleur acteur dans une série dramatique pour Karl Malden (Nommé)

- 1976 : Emmy Award du meilleur acteur invité dans une série dramatique pour Bill Bixby (Nommé)

- 1976 : Emmy Award du meilleur second rôle dans une série dramatique pour Michael Douglas (Nommé)

- 1976 : Eddie Award du meilleur montage de série dramatique pour Howard Kunin (Nommé)

- 1976 : Writers Guild of America Award du meilleur scénario dans une série dramatique pour Leonard Kantor (Nommé)

- 1977 : Emmy Award du meilleur acteur dans une série dramatique pour Karl Malden (Nommé)

- 1977 : Emmy Award de la meilleure actrice invitée dans une série dramatique pour Jessica Walter (Nommée)

- 1977 : Eddie Award du meilleur montage de série dramatique pour Howard Kunin (Lauréat)

- 1977 : Edgar Allan Poe Award du meilleur scénario pour une série pour James Johnson Sweeney (Lauréat)
- Allemagne :

- 1976 : Bambi Award de la meilleure série internationale pour Michael Douglas (Lauréat)

- 1979 : Bambi Award de la meilleure série internationale pour Karl Malden (Lauréat)

## DVD
- France :

Seules les deux premières saisons sont sorties en DVD chez CBS Vidéo en quatre volumes avec des copies entièrement restaurées numériquement.
- Les Rues de San Francisco Volume 1 (Coffret 4 DVD) le 21 août 2008 distribué par Paramount Home Entertainment France. Le ratio est en 1.33:1 plein écran 4:3 en français et anglais Mono Stéréo avec les sous-titres de ces mêmes langues disponibles. Il contient l'épisode pilote ainsi que les treize épisodes de la première saison. Il est au standard Zone 2 Pal .
- Les Rues de San Francisco Volume 2 (Coffret 4 DVD) le 2 décembre 2008 distribué par Paramount Home Entertainment France. Le ratio est en 1.33:1 plein écran 4:3 en Francais et Anglais Mono Stéréo avec les sous-titres de ces mêmes langues disponibles. Il contient les treize derniers épisodes de la première saison. Il est au standard Zone 2 Pal .
- Les Rues de San Francisco Volume 3 (Coffret 3 DVD) le 27 mars 2009 distribué par Paramount Home Entertainment France. Le ratio est en 1.33:1 plein écran 4/3 en français, anglais et allemand Mono Stéréo avec les sous-titres de ces mêmes langues disponibles + six autres (Néerlandais, Danois, Espagnols, Finlandais, Norvégiens et Suédois). Il contient les onze premiers épisodes de la seconde saison. Il est au standard Zone 2 Pal .
- Les Rues de San Francisco Volume 4 (Coffret 3 DVD) le 19 novembre 2009 distribué par Paramount Home Entertainment France. Le ratio est en 1.33:1 plein écran 4/3 en français, anglais et allemand Mono Stéréo avec les sous-titres de ces mêmes langues + six autres disponibles (Néerlandais, Danois, Espagnols, Finlandais, Norvégiens et Suédois). Il contient les douze derniers épisodes de la seconde saison. Il est au standard Zone 2 Pal .